# اودا یوریتادا
اودا یوریتادا (به ژاپنی: 宇多頼忠また うだ よりただ) یک فرمانده نظامی و دایمیو در دوره آزوچی-مومویاما. ملازم تویوتومی هیده‌ناگا و رعیت خاندان ایشیدا بود. نام رایج او شیمونوکامی بود، اما نام خانوادگی همسرش را تا اواخر عمر برگزید و بیشتر عمر خود را جیروزابرو بیتو یا شیمونوکامی بیتو نامید.
دختر او یامانوته دونو همسر اصلی سانادا ماسایوکی و مادر سه تن از فرزندان ماسایوکی، سانادا نوبویوکی، سانادا یوکیمورا و موراماتسودونو بود.
دختر دیگر او کوگتسو این (皎月院 こうげついん) همسر اصلی ایشیدا میتسوناری بود.